# Herbert Barrett
Herbert Roper Barrett (West Ham, 24 november 1873 – Horsham, 27 juli 1943) was een tennisspeler uit Groot-Brittannië. Barrett haalde tweemaal de finale van Wimbledon die hij beiden verloor. In 1909 won Barrett samen met Arthur Gore Wimbledon, een jaar later verloren ze  van hun uitdagers Josiah Ritchie en Anthony Wilding. In 1908 won Barrett aan de zijde van Gore de olympische titel in het indoortoernooi. In 1912 en 1913 won Barrett samen met Charles Dixon de herendubbeltitel op Wimbledon. In 1912 veroverde Barrett aan de zijde van Helen Aitchison de zilveren medaille in het gemengde dubbelspel indoor.